# Joe Hart
Charles Joseph John Hart, detto Joe (Shrewsbury, 19 aprile 1987), è un ex calciatore inglese, di ruolo portiere.
È stato primatista di presenze del Manchester City nelle competizioni europee (62).

## Carriera

### Club

#### Il debutto in Premier League e le prime esperienze in prestito
Nel maggio 2006, appena diciannovenne, il Manchester City lo acquista dallo Shrewsbury Town per una cifra imprecisata. Il suo debutto professionistico avviene il 14 ottobre, in una partita contro lo Sheffield United che termina senza gol. A gennaio 2007 passa in prestito al Tranmere Rovers, società di League One nella quale colleziona 6 presenze subendo 8 reti. Nell'aprile dello stesso anno è ceduto, sempre in prestito, al Blackpool riportando 5 apparizioni ed altrettante vittorie.

#### Il ritorno a Manchester e l'affermazione

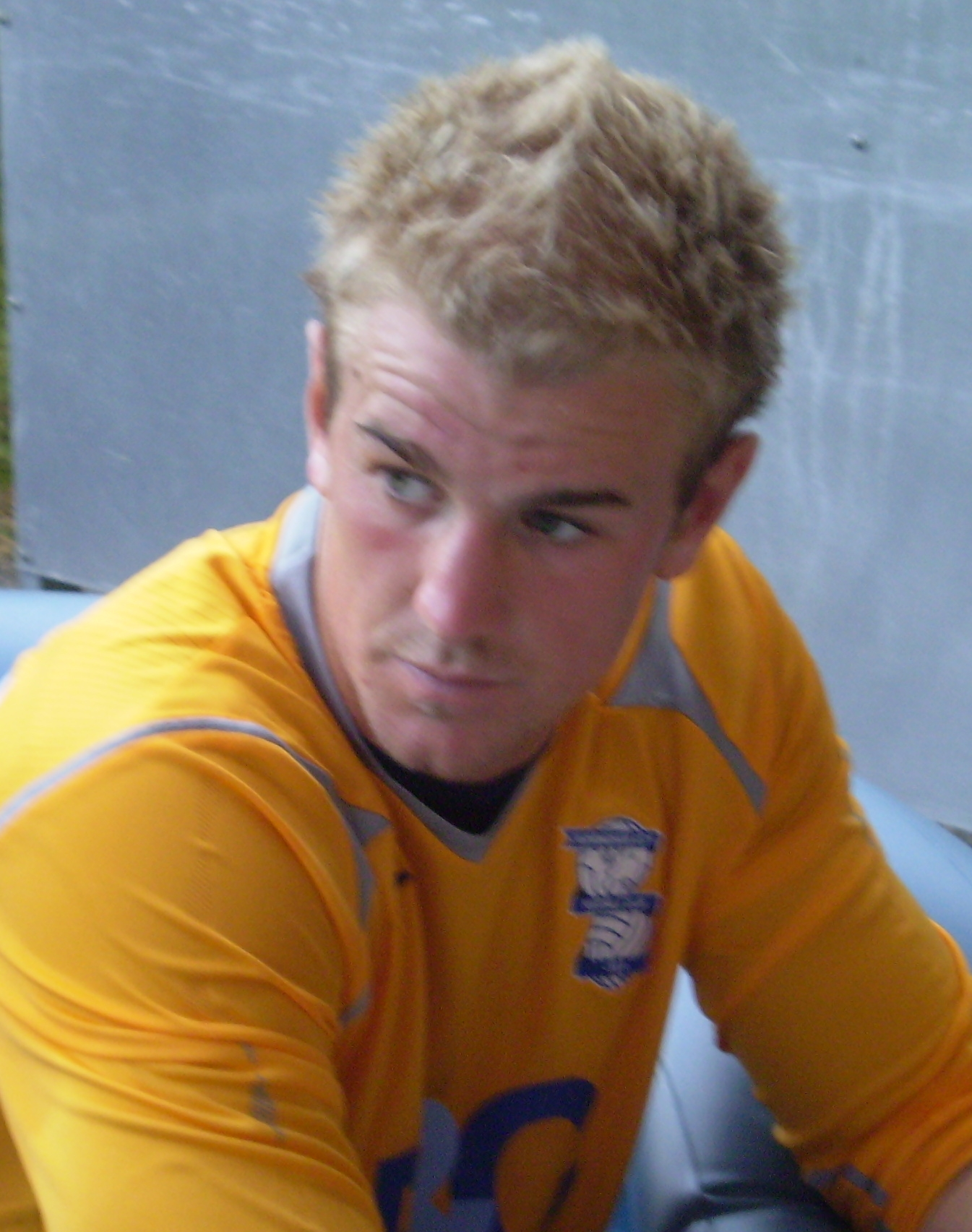
Joe Hart ai tempi del Birmingham City nel 2009

Al suo ritorno a Manchester, l'allenatore dei Citizens Sven-Göran Eriksson lo preferisce come titolare ad Isaksson. Protagonista di una positiva annata nel 2007-08, difende i pali della formazione sino al gennaio 2009 venendo poi sostituito da Shay Given. Si trasferisce quindi, in prestito, al Birmingham continuando ad offrire buone prestazioni.
Rientra così nuovamente al City, ora allenato da Roberto Mancini. Nell'autunno 2010 finisce al centro dell'attenzione mediatica, dopo essere stato ripreso in un video nel quale ballava ubriaco in un pub. Al termine della stagione, conquista la coppa nazionale grazie alla vittoria per 1-0 sullo Stoke City. Riceve inoltre i "guanti d'oro" essendo risultato il portiere che ha mantenuto per più volte (18 partite) inviolata la sua rete, impresa che replicherà anche nel 2012 (con 17 gare senza reti al passivo). Nella stagione 2011-12 si laurea inoltre campione d'Inghilterra, con gli Sky Blues che si aggiudicano il titolo all'ultima giornata.

#### Torino
Nell'estate 2016 entra in conflitto con l'allenatore Guardiola, controversia che sfocia nella cessione - in prestito - dell'estremo difensore al Torino. Hart risulta il primo portiere inglese a giocare in Serie A dall'introduzione del girone unico. Esordisce l'11 settembre, nella partita contro l'Atalanta persa 2-1: l'estremo difensore è protagonista in negativo, poiché un suo errore consente ai bergamaschi di trovare il temporaneo pareggio. Disputa 36 partite in campionato, incassando 62 gol.

#### West Ham
Nel luglio 2017 firma per il West Ham, sempre nell'ottica di un prestito annuale.
Debutta il 13 agosto seguente, in una sconfitta contro il Manchester Utd, nella quale subisce quattro gol.
L'inizio della stagione si rivela deludente per Hart che nelle prime tre partite, subisce 10 gol complessivi, suscitando le critiche dei tifosi.
La situazione non cambia e a seguito di una stagione complessivamente deludente, la società decide di non riscattarlo a fine stagione.

#### Burnley e Tottenham
Nell'agosto 2018, firma a titolo definitivo per il Burnley che lo acquista per 3 milioni e mezzo di sterline. Il 24 giugno 2020 il club inglese comunica il mancato rinnovo di Hart, che si svincola così dai Clarets dopo 24 presenze totali.
Il 18 agosto 2020 diventa un giocatore del Tottenham Hotspur firmando un contratto biennale.

#### Celtic e ritiro
Il 3 agosto 2021 viene ceduto al Celtic. Con la squadra scozzese riesce finalmente a ritrovare la continuità, e anche grazie al suo contributo il team si aggiudica due campionati scozzesi e una coppa di Scozia.
Il 22 febbraio 2024, a stagione in corso, annuncia che al termine della stessa si ritirerà dal calcio giocato.

### Nazionale

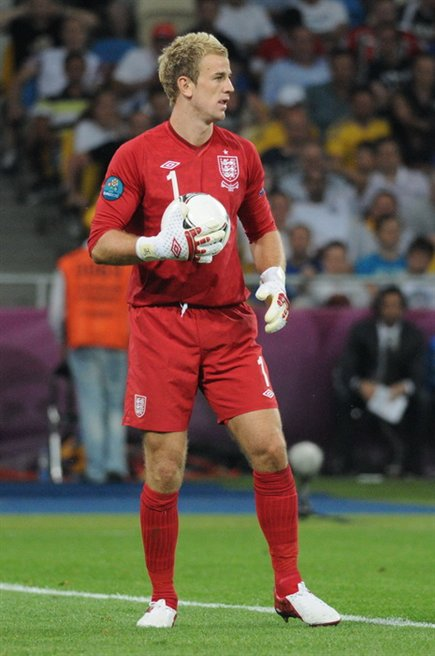
Hart durante i quarti di finale dell'Europeo 2012, in cui l'Inghilterra viene eliminata dall'Italia

Compie il proprio debutto con la nazionale inglese il 1º giugno 2008, nell'amichevole vinta per 3-0 contro Trinidad e Tobago. Il commissario tecnico Fabio Capello lo chiama per i Mondiali 2010, senza però farlo scendere in campo. Sotto la guida di Hodgson, è invece titolare all'Europeo 2012 ed al Mondiale 2014. Nella partita contro l'Italia (avversario contro cui gli inglesi si erano misurati in entrambe le competizioni) del 31 marzo 2015, raggiunge il traguardo delle 50 presenze con i Leoni.
Partecipa anche all'Europeo 2016, dove un suo errore nella sfida con l'Islanda (valida per gli ottavi di finale) condanna gli inglesi all'eliminazione. Il suo rendimento viene giudicato fallimentare dalla stampa, che lo inserisce inoltre tra i principali artefici della disfatta. Prende parte alle qualificazioni per il campionato del mondo 2018, non venendo tuttavia selezionato per la fase finale.

## Statistiche

### Presenze e reti nei club
Statistiche aggiornate al 3 marzo 2024.
| Stagione               | Squadra                | Campionato             | Campionato | Campionato | Coppe nazionali | Coppe nazionali | Coppe nazionali | Coppe continentali | Coppe continentali | Coppe continentali | Altre coppe | Altre coppe | Altre coppe | Totale | Totale |
| Stagione               | Squadra                | Comp                   | Pres       | Reti       | Comp            | Pres            | Reti            | Comp               | Pres               | Reti               | Comp        | Pres        | Reti        | Pres   | Reti   |
| ---------------------- | ---------------------- | ---------------------- | ---------- | ---------- | --------------- | --------------- | --------------- | ------------------ | ------------------ | ------------------ | ----------- | ----------- | ----------- | ------ | ------ |
| 2003-2004              | Shrewsbury Town        | FC                     | 2          | -3         | -               | -               | -               | -                  | -                  | -                  | -           | -           | -           | 2      | -3     |
| 2004-2005              | Shrewsbury Town        | FL2                    | 6          | -4         | FACup+CdL       | 0+0             | 0               | -                  | -                  | -                  | -           | -           | -           | 6      | -4     |
| 2005-2006              | Shrewsbury Town        | FL2                    | 46         | -55        | FACup+CdL       | 0+1             | -2              | -                  | -                  | -                  | -           | -           | -           | 47     | -57    |
| Totale Shrewsbury Town | Totale Shrewsbury Town | Totale Shrewsbury Town | 54         | -62        |                 | 1               | -2              |                    | -                  | -                  |             | -           | -           | 55     | -64    |
| 2006-gen. 2007         | Manchester City        | PL                     | 1          | 0          | FACup+CdL       | 0+0             | 0               | -                  | -                  | -                  | -           | -           | -           | 1      | 0      |
| gen.-apr. 2007         | Tranmere               | FL1                    | 6          | -8         | FACup+CdL       | 0+0             | 0               | -                  | -                  | -                  | -           | -           | -           | 6      | -8     |
| apr.-giu. 2007         | Blackpool              | FL1                    | 5          | -6         | FACup+CdL       | 0+0             | 0               | -                  | -                  | -                  | -           | -           | -           | 5      | -6     |
| 2007-2008              | Manchester City        | PL                     | 26         | -34        | FACup+CdL       | 3+3             | -2 + -3         | -                  | -                  | -                  | -           | -           | -           | 32     | -39    |
| 2008-2009              | Manchester City        | PL                     | 23         | -31        | FACup+CdL       | 1+0             | -3              | CU                 | 9                  | -5                 | -           | -           | -           | 33     | -39    |
| 2009-2010              | Birmingham City        | PL                     | 36         | -42        | FACup+CdL       | 5+0             | -4              | -                  | -                  | -                  | -           | -           | -           | 41     | -46    |
| 2010-2011              | Manchester City        | PL                     | 38         | -33        | FACup+CdL       | 8+0             | -5              | UEL                | 9                  | -4                 | -           | -           | -           | 55     | -42    |
| 2011-2012              | Manchester City        | PL                     | 38         | -29        | FACup+CdL       | 0+2             | -3              | UCL+UEL            | 6+4                | -6 + -4            | CS          | 1           | -3          | 51     | -45    |
| 2012-2013              | Manchester City        | PL                     | 38         | -34        | FACup+CdL       | 1+0             | -1              | UCL                | 6                  | -11                | CS          | 0           | 0           | 45     | -46    |
| 2013-2014              | Manchester City        | PL                     | 31         | -30        | FACup+CdL       | 0+1             | -1              | UCL                | 7                  | -12                | -           | -           | -           | 39     | -43    |
| 2014-2015              | Manchester City        | PL                     | 36         | -34        | FACup+CdL       | 0+0             | 0               | UCL                | 8                  | -11                | CS          | -           | -           | 44     | -45    |
| 2015-2016              | Manchester City        | PL                     | 35         | -36        | FACup+CdL       | 0+0             | 0               | UCL                | 12                 | -12                | -           | -           | -           | 47     | -48    |
| ago. 2016              | Manchester City        | PL                     | 0          | 0          | FACup+CdL       | 0+0             | 0               | UCL                | 1                  | 0                  | -           | -           | -           | 1      | 0      |
| Totale Manchester City | Totale Manchester City | Totale Manchester City | 266        | -261       |                 | 19              | -18             |                    | 62                 | -65                |             | 1           | -3          | 348    | -347   |
| 2016-2017              | Torino                 | A                      | 36         | -62        | CI              | 1               | -2              | -                  | -                  | -                  | -           | -           | -           | 37     | -64    |
| 2017-2018              | West Ham Utd           | PL                     | 19         | -39        | FACup+CdL       | 3+1             | -2 + -1         | -                  | -                  | -                  | -           | -           | -           | 23     | -42    |
| 2018-2019              | Burnley                | PL                     | 19         | -41        | FACup+CdL       | 0+0             | 0               | UEL                | 2                  | 0                  | -           | -           | -           | 21     | -41    |
| 2019-2020              | Burnley                | PL                     | 0          | 0          | FACup+CdL       | 2+1             | -4 + -3         | -                  | -                  | -                  | -           | -           | -           | 3      | -7     |
| Totale Burnley         | Totale Burnley         | Totale Burnley         | 19         | -41        |                 | 3               | -7              |                    | 2                  | 0                  |             | -           | -           | 24     | -48    |
| 2020-2021              | Tottenham              | PL                     | 0          | 0          | FACup+CdL       | 2+0             | -1              | UEL                | 8                  | -7                 | -           | -           | -           | 10     | -8     |
| 2021-2022              | Celtic                 | SP                     | 35         | -19        | SC+CdL          | 4+4             | -3+-3           | UEL+UECL           | 9+2                | -17+-5             | -           | -           | -           | 54     | -47    |
| 2022-2023              | Celtic                 | SP                     | 37         | -30        | SC+CdL          | 5+2             | -2+-1           | UCL                | 6                  | -15                | -           | -           | -           | 50     | -48    |
| 2023-2024              | Celtic                 | SP                     | 28         | -21        | SC+CdL          | 2+1             | 0 + -1          | UCL                | 6                  | -15                | -           | -           | -           | 37     | -37    |
| Totale Celtic          | Totale Celtic          | Totale Celtic          | 100        | -70        |                 | 18              | -10             |                    | 23                 | -52                |             | -           | -           | 141    | -132   |
| Totale carriera        | Totale carriera        | Totale carriera        | 541        | -591       |                 | 53              | -47             |                    | 95                 | -124               |             | 1           | -3          | 690    | -765   |

### Cronologia presenze e reti in nazionale
| Cronologia completa delle presenze e delle reti in nazionale ― Inghilterra | Cronologia completa delle presenze e delle reti in nazionale ― Inghilterra | Cronologia completa delle presenze e delle reti in nazionale ― Inghilterra | Cronologia completa delle presenze e delle reti in nazionale ― Inghilterra | Cronologia completa delle presenze e delle reti in nazionale ― Inghilterra | Cronologia completa delle presenze e delle reti in nazionale ― Inghilterra | Cronologia completa delle presenze e delle reti in nazionale ― Inghilterra | Cronologia completa delle presenze e delle reti in nazionale ― Inghilterra |
| Data                                                                       | Città                                                                      | In casa                                                                    | Risultato                                                                  | Ospiti                                                                     | Competizione                                                               | Reti                                                                       | Note                                                                       |
| -------------------------------------------------------------------------- | -------------------------------------------------------------------------- | -------------------------------------------------------------------------- | -------------------------------------------------------------------------- | -------------------------------------------------------------------------- | -------------------------------------------------------------------------- | -------------------------------------------------------------------------- | -------------------------------------------------------------------------- |
| 1-6-2008                                                                   | Port of Spain                                                              | Trinidad e Tobago                                                          | 0 – 3                                                                      | Inghilterra                                                                | Amichevole                                                                 | -                                                                          | 46’                                                                        |
| 24-5-2010                                                                  | Londra                                                                     | Inghilterra                                                                | 3 – 1                                                                      | Messico                                                                    | Amichevole                                                                 | -                                                                          | 46’                                                                        |
| 30-5-2010                                                                  | Graz                                                                       | Giappone                                                                   | 1 – 2                                                                      | Inghilterra                                                                | Amichevole                                                                 | -1                                                                         | 46’                                                                        |
| 11-8-2010                                                                  | Londra                                                                     | Inghilterra                                                                | 2 – 1                                                                      | Ungheria                                                                   | Amichevole                                                                 | -1                                                                         |                                                                            |
| 3-9-2010                                                                   | Londra                                                                     | Inghilterra                                                                | 4 – 0                                                                      | Bulgaria                                                                   | Qual. Euro 2012                                                            | -                                                                          |                                                                            |
| 7-9-2010                                                                   | Basilea                                                                    | Svizzera                                                                   | 1 – 3                                                                      | Inghilterra                                                                | Qual. Euro 2012                                                            | -1                                                                         |                                                                            |
| 12-10-2010                                                                 | Londra                                                                     | Inghilterra                                                                | 0 – 0                                                                      | Montenegro                                                                 | Qual. Euro 2012                                                            | -                                                                          |                                                                            |
| 9-2-2011                                                                   | Copenaghen                                                                 | Danimarca                                                                  | 1 – 2                                                                      | Inghilterra                                                                | Amichevole                                                                 | -1                                                                         |                                                                            |
| 26-3-2011                                                                  | Cardiff                                                                    | Galles                                                                     | 0 – 2                                                                      | Inghilterra                                                                | Qual. Euro 2012                                                            | -                                                                          |                                                                            |
| 29-3-2011                                                                  | Londra                                                                     | Inghilterra                                                                | 1 – 1                                                                      | Ghana                                                                      | Amichevole                                                                 | -1                                                                         |                                                                            |
| 4-6-2011                                                                   | Londra                                                                     | Inghilterra                                                                | 2 – 2                                                                      | Svizzera                                                                   | Qual. Euro 2012                                                            | -2                                                                         |                                                                            |
| 2-9-2011                                                                   | Sofia                                                                      | Bulgaria                                                                   | 0 – 3                                                                      | Inghilterra                                                                | Qual. Euro 2012                                                            | -                                                                          |                                                                            |
| 6-9-2011                                                                   | Londra                                                                     | Inghilterra                                                                | 1 – 0                                                                      | Galles                                                                     | Qual. Euro 2012                                                            | -                                                                          |                                                                            |
| 7-10-2011                                                                  | Podgorica                                                                  | Montenegro                                                                 | 2 – 2                                                                      | Inghilterra                                                                | Qual. Euro 2012                                                            | -2                                                                         |                                                                            |
| 12-11-2011                                                                 | Londra                                                                     | Inghilterra                                                                | 1 – 0                                                                      | Spagna                                                                     | Amichevole                                                                 | -                                                                          |                                                                            |
| 15-11-2011                                                                 | Londra                                                                     | Inghilterra                                                                | 1 – 0                                                                      | Svezia                                                                     | Amichevole                                                                 | -                                                                          | 46’                                                                        |
| 29-2-2012                                                                  | Londra                                                                     | Inghilterra                                                                | 2 – 3                                                                      | Paesi Bassi                                                                | Amichevole                                                                 | -3                                                                         |                                                                            |
| 2-6-2012                                                                   | Londra                                                                     | Inghilterra                                                                | 1 – 0                                                                      | Belgio                                                                     | Amichevole                                                                 | -                                                                          |                                                                            |
| 11-6-2012                                                                  | Donec'k                                                                    | Francia                                                                    | 1 – 1                                                                      | Inghilterra                                                                | Euro 2012 - 1º turno                                                       | -1                                                                         |                                                                            |
| 15-6-2012                                                                  | Kiev                                                                       | Svezia                                                                     | 2 – 3                                                                      | Inghilterra                                                                | Euro 2012 - 1º turno                                                       | -2                                                                         |                                                                            |
| 19-6-2012                                                                  | Donec'k                                                                    | Inghilterra                                                                | 1 – 0                                                                      | Ucraina                                                                    | Euro 2012 - 1º turno                                                       | -                                                                          |                                                                            |
| 24-6-2012                                                                  | Kiev                                                                       | Inghilterra                                                                | 0 – 0 dts (2 - 4 dtr)                                                      | Italia                                                                     | Euro 2012 - Quarti di finale                                               | -                                                                          |                                                                            |
| 7-9-2012                                                                   | Chișinău                                                                   | Moldavia                                                                   | 0 – 5                                                                      | Inghilterra                                                                | Qual. Mondiali 2014                                                        | -                                                                          |                                                                            |
| 11-9-2012                                                                  | Londra                                                                     | Inghilterra                                                                | 1 – 1                                                                      | Ucraina                                                                    | Qual. Mondiali 2014                                                        | -1                                                                         |                                                                            |
| 12-10-2012                                                                 | Londra                                                                     | Inghilterra                                                                | 5 – 0                                                                      | San Marino                                                                 | Qual. Mondiali 2014                                                        | -                                                                          |                                                                            |
| 17-10-2012                                                                 | Varsavia                                                                   | Polonia                                                                    | 1 – 1                                                                      | Inghilterra                                                                | Qual. Mondiali 2014                                                        | -1                                                                         |                                                                            |
| 14-11-2012                                                                 | Solna                                                                      | Svezia                                                                     | 4 – 2                                                                      | Inghilterra                                                                | Amichevole                                                                 | -4                                                                         |                                                                            |
| 6-2-2013                                                                   | Londra                                                                     | Inghilterra                                                                | 2 – 1                                                                      | Brasile                                                                    | Amichevole                                                                 | -1                                                                         |                                                                            |
| 22-3-2013                                                                  | Serravalle                                                                 | San Marino                                                                 | 0 – 8                                                                      | Inghilterra                                                                | Qual. Mondiali 2014                                                        | -                                                                          |                                                                            |
| 26-3-2013                                                                  | Podgorica                                                                  | Montenegro                                                                 | 1 – 1                                                                      | Inghilterra                                                                | Qual. Mondiali 2014                                                        | -1                                                                         |                                                                            |
| 29-5-2013                                                                  | Londra                                                                     | Inghilterra                                                                | 1 – 1                                                                      | Irlanda                                                                    | Amichevole                                                                 | -1                                                                         | 46’                                                                        |
| 2-6-2013                                                                   | Rio de Janeiro                                                             | Brasile                                                                    | 2 – 2                                                                      | Inghilterra                                                                | Amichevole                                                                 | -2                                                                         |                                                                            |
| 14-8-2013                                                                  | Londra                                                                     | Inghilterra                                                                | 3 – 2                                                                      | Scozia                                                                     | Amichevole                                                                 | -2                                                                         |                                                                            |
| 6-9-2013                                                                   | Londra                                                                     | Inghilterra                                                                | 4 – 0                                                                      | Moldavia                                                                   | Qual. Mondiali 2014                                                        | -                                                                          |                                                                            |
| 10-9-2013                                                                  | Kiev                                                                       | Ucraina                                                                    | 0 – 0                                                                      | Inghilterra                                                                | Qual. Mondiali 2014                                                        | -                                                                          |                                                                            |
| 11-10-2013                                                                 | Londra                                                                     | Inghilterra                                                                | 4 – 1                                                                      | Montenegro                                                                 | Qual. Mondiali 2014                                                        | -1                                                                         |                                                                            |
| 15-10-2013                                                                 | Londra                                                                     | Inghilterra                                                                | 2 – 0                                                                      | Polonia                                                                    | Qual. Mondiali 2014                                                        | -                                                                          |                                                                            |
| 19-11-2013                                                                 | Londra                                                                     | Inghilterra                                                                | 0 – 1                                                                      | Germania                                                                   | Amichevole                                                                 | -1                                                                         |                                                                            |
| 5-3-2014                                                                   | Londra                                                                     | Inghilterra                                                                | 1 – 0                                                                      | Danimarca                                                                  | Amichevole                                                                 | -                                                                          |                                                                            |
| 30-5-2014                                                                  | Londra                                                                     | Inghilterra                                                                | 3 – 0                                                                      | Perù                                                                       | Amichevole                                                                 | -                                                                          |                                                                            |
| 7-6-2014                                                                   | Miami Gardens                                                              | Inghilterra                                                                | 0 – 0                                                                      | Honduras                                                                   | Amichevole                                                                 | -                                                                          | 75’                                                                        |
| 14-6-2014                                                                  | Manaus                                                                     | Inghilterra                                                                | 1 – 2                                                                      | Italia                                                                     | Mondiali 2014 - 1º turno                                                   | -2                                                                         |                                                                            |
| 19-6-2014                                                                  | San Paolo                                                                  | Uruguay                                                                    | 2 – 1                                                                      | Inghilterra                                                                | Mondiali 2014 - 1º turno                                                   | -2                                                                         |                                                                            |
| 3-9-2014                                                                   | Londra                                                                     | Inghilterra                                                                | 1 – 0                                                                      | Norvegia                                                                   | Amichevole                                                                 | -                                                                          |                                                                            |
| 8-9-2014                                                                   | Basilea                                                                    | Svizzera                                                                   | 0 – 2                                                                      | Inghilterra                                                                | Qual. Euro 2016                                                            | -                                                                          |                                                                            |
| 9-10-2014                                                                  | Londra                                                                     | Inghilterra                                                                | 5 – 0                                                                      | San Marino                                                                 | Qual. Euro 2016                                                            | -                                                                          |                                                                            |
| 12-10-2014                                                                 | Tallinn                                                                    | Estonia                                                                    | 0 – 1                                                                      | Inghilterra                                                                | Qual. Euro 2016                                                            | -                                                                          |                                                                            |
| 15-11-2014                                                                 | Londra                                                                     | Inghilterra                                                                | 3 – 1                                                                      | Slovenia                                                                   | Qual. Euro 2016                                                            | -1                                                                         |                                                                            |
| 27-3-2015                                                                  | Londra                                                                     | Inghilterra                                                                | 4 – 0                                                                      | Lituania                                                                   | Qual. Euro 2016                                                            | -                                                                          |                                                                            |
| 31-3-2015                                                                  | Torino                                                                     | Italia                                                                     | 1 – 1                                                                      | Inghilterra                                                                | Amichevole                                                                 | -1                                                                         |                                                                            |
| 7-6-2015                                                                   | Dublino                                                                    | Irlanda                                                                    | 0 – 0                                                                      | Inghilterra                                                                | Amichevole                                                                 | -                                                                          |                                                                            |
| 14-6-2015                                                                  | Lubiana                                                                    | Slovenia                                                                   | 2 – 3                                                                      | Inghilterra                                                                | Qual. Euro 2016                                                            | -2                                                                         |                                                                            |
| 5-9-2015                                                                   | Serravalle                                                                 | San Marino                                                                 | 0 – 6                                                                      | Inghilterra                                                                | Qual. Euro 2016                                                            | -                                                                          |                                                                            |
| 8-9-2015                                                                   | Londra                                                                     | Inghilterra                                                                | 2 – 0                                                                      | Svizzera                                                                   | Qual. Euro 2016                                                            | -                                                                          |                                                                            |
| 9-10-2015                                                                  | Londra                                                                     | Inghilterra                                                                | 2 – 0                                                                      | Estonia                                                                    | Qual. Euro 2016                                                            | -                                                                          |                                                                            |
| 13-11-2015                                                                 | Alicante                                                                   | Spagna                                                                     | 2 – 0                                                                      | Inghilterra                                                                | Amichevole                                                                 | -2                                                                         | cap. 84’                                                                   |
| 17-11-2015                                                                 | Londra                                                                     | Inghilterra                                                                | 2 – 0                                                                      | Francia                                                                    | Amichevole                                                                 | -                                                                          | 46’                                                                        |
| 22-5-2016                                                                  | Manchester                                                                 | Inghilterra                                                                | 2 – 1                                                                      | Turchia                                                                    | Amichevole                                                                 | -1                                                                         |                                                                            |
| 2-6-2016                                                                   | Londra                                                                     | Inghilterra                                                                | 1 – 0                                                                      | Portogallo                                                                 | Amichevole                                                                 | -                                                                          |                                                                            |
| 11-6-2016                                                                  | Marsiglia                                                                  | Inghilterra                                                                | 1 – 1                                                                      | Russia                                                                     | Euro 2016 - 1º turno                                                       | -1                                                                         |                                                                            |
| 16-6-2016                                                                  | Lens                                                                       | Inghilterra                                                                | 2 – 1                                                                      | Galles                                                                     | Euro 2016 - 1º turno                                                       | -1                                                                         |                                                                            |
| 20-6-2016                                                                  | Saint-Étienne                                                              | Slovacchia                                                                 | 0 – 0                                                                      | Inghilterra                                                                | Euro 2016 - 1º turno                                                       | -                                                                          |                                                                            |
| 27-6-2016                                                                  | Nizza                                                                      | Inghilterra                                                                | 1 – 2                                                                      | Islanda                                                                    | Euro 2016 - Ottavi di finale                                               | -2                                                                         |                                                                            |
| 4-9-2016                                                                   | Trnava                                                                     | Slovacchia                                                                 | 0 – 1                                                                      | Inghilterra                                                                | Qual. Mondiali 2018                                                        | -                                                                          |                                                                            |
| 8-10-2016                                                                  | Londra                                                                     | Inghilterra                                                                | 2 – 0                                                                      | Malta                                                                      | Qual. Mondiali 2018                                                        | -                                                                          |                                                                            |
| 11-10-2016                                                                 | Lubiana                                                                    | Slovenia                                                                   | 0 – 0                                                                      | Inghilterra                                                                | Qual. Mondiali 2018                                                        | -                                                                          |                                                                            |
| 11-11-2016                                                                 | Londra                                                                     | Inghilterra                                                                | 3 – 0                                                                      | Scozia                                                                     | Qual. Mondiali 2018                                                        | -                                                                          |                                                                            |
| 15-11-2016                                                                 | Londra                                                                     | Inghilterra                                                                | 2 – 2                                                                      | Spagna                                                                     | Amichevole                                                                 | -                                                                          | 46’                                                                        |
| 22-3-2017                                                                  | Dortmund                                                                   | Germania                                                                   | 1 – 0                                                                      | Inghilterra                                                                | Amichevole                                                                 | -1                                                                         |                                                                            |
| 26-3-2017                                                                  | Londra                                                                     | Inghilterra                                                                | 2 – 0                                                                      | Lituania                                                                   | Qual. Mondiali 2018                                                        | -                                                                          | cap.                                                                       |
| 10-6-2017                                                                  | Glasgow                                                                    | Scozia                                                                     | 2 – 2                                                                      | Inghilterra                                                                | Qual. Mondiali 2018                                                        | -2                                                                         |                                                                            |
| 1-9-2017                                                                   | Ta' Qali                                                                   | Malta                                                                      | 0 – 4                                                                      | Inghilterra                                                                | Qual. Mondiali 2018                                                        | -                                                                          |                                                                            |
| 4-9-2017                                                                   | Londra                                                                     | Inghilterra                                                                | 2 – 1                                                                      | Slovacchia                                                                 | Qual. Mondiali 2018                                                        | -1                                                                         |                                                                            |
| 5-10-2017                                                                  | Londra                                                                     | Inghilterra                                                                | 1 – 0                                                                      | Slovenia                                                                   | Qual. Mondiali 2018                                                        | -                                                                          |                                                                            |
| 14-11-2017                                                                 | Londra                                                                     | Inghilterra                                                                | 0 – 0                                                                      | Brasile                                                                    | Amichevole                                                                 | -                                                                          |                                                                            |
| Totale                                                                     |                                                                            | Presenze                                                                   | 75                                                                         |                                                                            | Reti                                                                       | −49                                                                        |                                                                            |

| Cronologia completa delle presenze e delle reti in nazionale ― Inghilterra under 21 | Cronologia completa delle presenze e delle reti in nazionale ― Inghilterra under 21 | Cronologia completa delle presenze e delle reti in nazionale ― Inghilterra under 21 | Cronologia completa delle presenze e delle reti in nazionale ― Inghilterra under 21 | Cronologia completa delle presenze e delle reti in nazionale ― Inghilterra under 21 | Cronologia completa delle presenze e delle reti in nazionale ― Inghilterra under 21 | Cronologia completa delle presenze e delle reti in nazionale ― Inghilterra under 21 | Cronologia completa delle presenze e delle reti in nazionale ― Inghilterra under 21 |
| Data                                                                                | Città                                                                               | In casa                                                                             | Risultato                                                                           | Ospiti                                                                              | Competizione                                                                        | Reti                                                                                | Note                                                                                |
| ----------------------------------------------------------------------------------- | ----------------------------------------------------------------------------------- | ----------------------------------------------------------------------------------- | ----------------------------------------------------------------------------------- | ----------------------------------------------------------------------------------- | ----------------------------------------------------------------------------------- | ----------------------------------------------------------------------------------- | ----------------------------------------------------------------------------------- |
| 6-2-2007                                                                            | Derby                                                                               | Inghilterra under 21                                                                | 2 – 2                                                                               | Spagna under 21                                                                     | Amichevole                                                                          | -                                                                                   | 82’                                                                                 |
| 5-6-2007                                                                            | Norwich                                                                             | Inghilterra under 21                                                                | 5 – 0                                                                               | Slovacchia under 21                                                                 | Amichevole                                                                          | -                                                                                   |                                                                                     |
| 21-8-2007                                                                           | Bristol                                                                             | Inghilterra under 21                                                                | 1 – 1                                                                               | Romania under 21                                                                    | Amichevole                                                                          | -1                                                                                  | 46’                                                                                 |
| 7-9-2007                                                                            | Podgorica                                                                           | Montenegro under 21                                                                 | 0 – 3                                                                               | Inghilterra under 21                                                                | Qual. Europeo Under-21 2009                                                         | -                                                                                   |                                                                                     |
| 11-9-2007                                                                           | Sofia                                                                               | Bulgaria under 21                                                                   | 0 – 2                                                                               | Inghilterra under 21                                                                | Qual. Europeo Under-21 2009                                                         | -                                                                                   |                                                                                     |
| 12-10-2007                                                                          | Leicester                                                                           | Inghilterra under 21                                                                | 1 – 0                                                                               | Montenegro under 21                                                                 | Qual. Europeo Under-21 2009                                                         | -                                                                                   |                                                                                     |
| 16-10-2007                                                                          | Cork                                                                                | Irlanda under 21                                                                    | 0 – 3                                                                               | Inghilterra under 21                                                                | Qual. Europeo Under-21 2009                                                         | -                                                                                   |                                                                                     |
| 16-11-2007                                                                          | Milton Keynes                                                                       | Inghilterra under 21                                                                | 2 – 0                                                                               | Bulgaria under 21                                                                   | Qual. Europeo Under-21 2009                                                         | -                                                                                   |                                                                                     |
| 20-11-2007                                                                          | Águeda                                                                              | Portogallo under 21                                                                 | 1 – 1                                                                               | Inghilterra under 21                                                                | Qual. Europeo Under-21 2009                                                         | -1                                                                                  |                                                                                     |
| 5-2-2008                                                                            | Southampton                                                                         | Inghilterra under 21                                                                | 3 – 0                                                                               | Irlanda under 21                                                                    | Qual. Europeo Under-21 2009                                                         | -                                                                                   |                                                                                     |
| 28-3-2008                                                                           | Wolverhampton                                                                       | Inghilterra under 21                                                                | 0 – 0                                                                               | Polonia under 21                                                                    | Amichevole                                                                          | -                                                                                   | 46’                                                                                 |
| 15-5-2008                                                                           | Wrexham                                                                             | Galles under 21                                                                     | 0 – 2                                                                               | Inghilterra under 21                                                                | Amichevole                                                                          | -                                                                                   | 46’                                                                                 |
| 5-9-2008                                                                            | Londra                                                                              | Inghilterra under 21                                                                | 2 – 0                                                                               | Portogallo under 21                                                                 | Qual. Europeo Under-21 2009                                                         | -                                                                                   |                                                                                     |
| 10-10-2008                                                                          | Cardiff                                                                             | Galles under 21                                                                     | 2 – 3                                                                               | Inghilterra under 21                                                                | Qual. Europeo Under-21 2009                                                         | -2                                                                                  |                                                                                     |
| 14-10-2008                                                                          | Birmingham                                                                          | Inghilterra under 21                                                                | 2 – 2                                                                               | Galles under 21                                                                     | Qual. Europeo Under-21 2009                                                         | -2                                                                                  |                                                                                     |
| 27-3-2009                                                                           | Sandefjord                                                                          | Norvegia under 21                                                                   | 0 – 5                                                                               | Inghilterra under 21                                                                | Amichevole                                                                          | -                                                                                   | 46’                                                                                 |
| 31-3-2009                                                                           | Nottingham                                                                          | Inghilterra under 21                                                                | 0 – 2                                                                               | Francia under 21                                                                    | Amichevole                                                                          | -2                                                                                  |                                                                                     |
| 8-6-2009                                                                            | Milton Keynes                                                                       | Inghilterra under 21                                                                | 7 – 0                                                                               | Azerbaigian under 21                                                                | Amichevole                                                                          | -                                                                                   | 82’                                                                                 |
| 15-6-2009                                                                           | Halmstad                                                                            | Inghilterra under 21                                                                | 2 – 1                                                                               | Finlandia under 21                                                                  | Europeo Under-21 2009 - 1º turno                                                    | -1                                                                                  | 90’                                                                                 |
| 18-6-2009                                                                           | Göteborg                                                                            | Spagna under 21                                                                     | 0 – 2                                                                               | Inghilterra under 21                                                                | Europeo Under-21 2009 - 1º turno                                                    | -                                                                                   |                                                                                     |
| 26-6-2009                                                                           | Göteborg                                                                            | Inghilterra under 21                                                                | 3 – 3                                                                               | Svezia under 21                                                                     | Europeo Under-21 2009 - Semifinale                                                  | -3                                                                                  | 90’                                                                                 |
| Totale                                                                              |                                                                                     | Presenze                                                                            | 21                                                                                  |                                                                                     | Reti                                                                                | −12                                                                                 |                                                                                     |

## Palmarès

### Club
- Coppa d'Inghilterra: 1

Manchester City: 2010-2011
- Campionato inglese: 2

Manchester City: 2011-2012, 2013-2014
- Community Shield: 1

Manchester City: 2012
- Coppa di Lega inglese: 2

Manchester City: 2013-2014, 2015-2016
- Coppa di Lega scozzese: 2

Celtic: 2021-2022, 2022-2023
- Campionato scozzese: 3

Celtic: 2021-2022, 2022-2023, 2023-2024
- Coppa di Scozia: 2

Celtic: 2022-2023, 2023-2024

### Individuale
- Miglior portiere della Premier League: 4

2010-2011, 2011-2012, 2012-2013, 2014-2015